# La fine di un tiranno
La fine di un tiranno (Border River) è un film del 1954 diretto da George Sherman.
È un western statunitense con Joel McCrea, Yvonne De Carlo e Pedro Armendáriz. È ambientato durante la guerra civile nel contesto della cosiddetta Zona Libre, una zona economica libera istituita nel 1858 (il film è ambientato nel 1865) nello Stato messicano di Tamaulipas e dominata dal generale Eduardo Calleja (interpretato da Armendáriz).

## Produzione
Il film, diretto da George Sherman su una sceneggiatura di Louis Stevens e William Sackheim e un soggetto dello stesso Stevens, fu prodotto da Albert J. Cohen per la Universal International Pictures e girato nel White's Ranch a Moab e in altre località dello Utah e nel Morelos, in Messico, dal 3 giugno a fine giugno 1953.

## Distribuzione
Il film fu distribuito con il titolo Border River negli Stati Uniti nel gennaio del 1954 (première a Los Angeles il 6 gennaio) al cinema dalla Universal Pictures.
Altre distribuzioni:
- in Svezia l'8 marzo 1954 (Bortom lagens gränser)
- in Austria nel giugno del 1954 (Die Teufelspassage)
- in Germania Ovest il 2 settembre 1954 (Die Teufelspassage)
- in Francia il 3 settembre 1954 (Les rebelles)
- in Portogallo l'8 novembre 1954 (Zona Livre)
- in Finlandia il 29 aprile 1955 (Rajajoki)
- in Belgio (Zone libre)
- in Cile (Hombres sin bandera)
- in Spagna (Río fronterizo)
- in Grecia (Kataskopoi tou Rio Grande)
- in Italia (La fine di un tiranno)